# Frieda Fromm-Reichmann
Frieda Fromm-Reichmann (* 23. Oktober 1889 in Karlsruhe; † 28. April 1957 in Rockville, Maryland) war eine deutsch-amerikanische Ärztin und Psychoanalytikerin. Sie gilt als Pionierin der analytisch orientierten Psychotherapie von Psychosen und Vertreterin der Neopsychoanalyse.

## Leben
Frieda Fromm-Reichmann wurde als älteste Tochter einer jüdischen Bankiersfamilie geboren, ihre Tante mütterlicherseits war die Sozialreformerin Helene Simon. Ihre Eltern waren Alfred Reichmann und Klara Sara Reichmann (geborene Simon). Da diese keine Söhne hatten, erlaubten sie ihrer Ältesten mehr, als andere jüdisch-orthodoxe Frauen zu jener Zeit durften. Anscheinend hatte Frieda bereits als Kind eine Art „protektive Haltung“ geübt, welche bei ihr später als Therapeutin wieder durchschien. So wird in vielen Beschreibungen der jungen Frieda ein Vorfall mit einem tierischen Angriff zitiert, welcher sich gegen ein jüngeres Geschwisterchen richtete. Die junge Frieda ging dazwischen und sprach zu ihrer Schwester:

„Du brauchst keine Angst zu haben!“

Ihr Vater ermutigte sie, Medizin zu studieren. Frieda schrieb sich 1908 an der Medizinischen Fakultät von Königsberg ein, wo sie 1911 das Staatsexamen und die Promotion zum Dr. med. bestand. 1914 erhielt sie ihre Approbation. Während des Ersten Weltkrieges behandelte sie als Assistentin des Neurologen und Psychiaters Kurt Goldstein an der Nervenklinik der Universität Frankfurt am Main in verschiedenen Lazaretten gehirnverletzte deutsche Soldaten. Dies war eine Position, welche eine Frau zu dieser Zeit formal nie genehmigt bekommen hätte – die preußische Armee beschäftigte keine Frauen. Sie wurde deshalb als inoffizielle Leitung an der Klinik angestellt und von der Universität bezahlt. Da sie damals noch orthodox-jüdischen Glaubens war, behandelte sie am Sabbat (samstags) keine Patienten.
Von 1918 bis 1920 arbeitete sie in Frankfurt am Main, bis 1923 im Privatsanatorium „Weißer Hirsch“ in Dresden und anschließend in Berlin. Während einer Hospitation bei Emil Kraepelin in München begann sie eine Psychoanalyse, die sie 1923 in eine Lehranalyse bei Hanns Sachs am Berliner Psychoanalytischen Institut umwandelte.
Im Jahr darauf eröffnete sie in Heidelberg ein privates Sanatorium, das aufgrund seiner jüdisch-orthodoxen Ausrichtung und der entsprechenden Auswahl der Patienten gelegentlich ironisch als „Thorapeuticum“ bezeichnet wurde. Hier behandelte sie auch psychotische Patienten. Das Institut musste 1928 nicht zuletzt aus finanziellen Gründen schließen.
Während ihrer Heidelberger Zeit hatte sie 1926 Erich Fromm geheiratet, der zuvor ihr Analysand gewesen war. Die beiden hatten sich im Laufe der Analyse ineinander verliebt und waren, nach Aussage von Frieda, immerhin klug genug, um damit aufzuhören. Mit ihm zusammen gründete sie 1929 das Frankfurter Institut für Psychoanalyse. Um 1930 gehörte sie mit Franz Alexander, Otto Fenichel, Erich Fromm, Georg Groddeck, Karen Horney, Melanie Klein, Sándor Radó, Hanns Sachs und René A. Spitz zur Berliner Psychoanalytischen Vereinigung. 1931 kam es zur Trennung von Erich Fromm. Die Ehe wurde 1942 in den USA geschieden.
1933 emigrierte Frieda Fromm-Reichmann über Straßburg und Palästina in die USA, wo sie als Psychotherapeutin in der von Dexter M. Bullard geleiteten Psychiatrischen Klinik Chestnut Lodge in Rockville, Maryland arbeitete. Dort lernte sie Harry Stack Sullivan kennen, von dessen interpersoneller Theorie sie stark beeinflusst wurde. 1943 gründete sie mit Harry Stack Sullivan, Erich Fromm, Clara Thompson und Janet Rioch das William Alanson White Institute of Psychiatry, Psychoanalysis and Psychology. Sie lehrte an der Washington School of Psychiatry und arbeitete als Director of Psychotherapy in Chestnut Lodge bis zu ihrem Tode. Es wurde berichtet, dass sie einen Schäferhund namens „Moni“ hatte, welcher auch im Sprechzimmer bleiben durfte und bei einigen Gelegenheiten Gesprächsthema war. Ende Januar 1957, nur wenige Monate vor ihrem eigenen Tode, starb ihr Hund, welcher sie zehn Jahre hinweg begleitet hatte.
Ihr letztes Projekt war eine von ihr konzipierte Forschungsgruppe zum Thema „Sprache und Psychotherapie“ in Buffalo, an der auch Gregory Bateson teilnahm. Hier sollte ein interdisziplinärer Austausch zwischen Psychiatern und Linguisten stattfinden, der sich umfassend mit den verbalen und nonverbalen Aspekten schizophrener Zustände befasste, um deren Mitbedingtheit durch familiäre Kommunikation zu erkunden.
Im Frühjahr 1957 erkrankte sie an einer Virusinfektion, von der sie sich nicht wieder völlig erholen sollte. Als sie von ihrer Freundin Edith Weigert eingeladen wurde, kam die sonst immer pünktliche Frieda Fromm-Reichmann nicht zum vereinbarten Treffen. Davon alarmiert ließ sie die Haustüre ihrer Freundin aufbrechen. Frieda Fromm-Reichmann starb im Alter von 67 Jahren am 28. April 1957 im Chestnut Lodge; als offizielle Todesursache wurde eine Koronarthrombose angegeben.
Ihre bekannteste Patientin war die spätere Schriftstellerin Joanne Greenberg, die unter dem Pseudonym Hannah Green das autobiografische Buch Ich hab dir nie einen Rosengarten versprochen über ihre Krankheit und die therapeutische Heilung mit Frieda Fromm-Reichmann schrieb. Das Buch wurde 1977 verfilmt, und unter demselben Namen entstand 2004 ein Theaterstück.
Fromm-Reichmanns Schülerin Hilde Bruch wurde als Spezialistin für Essstörungen weltweit bekannt.
Im Gedenken an Frieda Fromm-Reichmann wurde am 13. September 2022 ein Stolperstein vor dem Haus Mönchhofstraße 15 in Heidelberg-Neuenheim verlegt.

## Werk

### Allgemein
Frieda Fromm-Reichmann gilt als Pionierin in der neoanalytischen Therapie der Schizophrenie und zählt zu den prägenden Gestalten der Neopsychoanalyse. Unter dem Einfluss der Theorien von Sullivan, Fromm und Horney und ihrer eigenen Therapieerfahrungen entfernte sie sich in den 1930er Jahren von Freuds Auffassung, dass Psychosen für die Psychoanalyse nicht überwindbar seien, sowie von den Ansichten der traditionellen Psychiatrie, für die Schizophrenie genetisch bedingt und unheilbar war. Sie näherte sich damit Alfred Adlers Individualpsychologie, die den Menschen und seine Psyche als unteilbares Ganzes und deshalb als therapierbar ansah. Fromm-Reichmann hat die Ursache von Psychosen im familiären Umfeld vermutet, insbesondere in der frühen Mutter-Kind-Beziehung, und den Begriff der schizophrenogenen Mutter geprägt; diese These wurde von der Forschung später als unzutreffend verworfen.
Sie verfasste zahlreiche Schriften zur Nervenheilkunde und Psychotherapie: In ihrem Aufsatz Über die Einsamkeit wies sie auf die Bedeutung der Einsamkeit für die Entwicklung psychischer Störungen und Geisteskrankheiten hin. Dieser Einsamkeit stellte sie die Arzt-Patienten-Beziehung als heilende zwischenmenschliche Begegnung gegenüber: Der Therapeut sollte dem Patienten eine Brücke bauen, über die er aus der großen Einsamkeit seiner eigenen Welt zu Realität und menschlicher Wärme gehen kann. Im Rahmen ihrer Forschungen zur Entstehung und Therapie der Schizophrenie befasste sie sich auch mit manisch-depressiven Psychosen. Während sie die Störungen beim Schizophrenen in der Säuglingszeit vermutete, wenn der Säugling noch nicht zwischen sich und der Mutter unterscheiden konnte, ortete sie die Entstehung der "Manisch-Depressiven" in eine spätere Zeit der kindlichen Entwicklung in Zusammenhang mit Müttern ein, die die wachsende Unabhängigkeit des Kindes als Bedrohung erlebten. Beide Annahmen gelten heute als widerlegt.

### Intensive Therapie
Fromm-Reichmann befasste sich eingehend mit dem psychotherapeutischen Prozess und der Persönlichkeit des Therapeuten. 1950 beschrieb sie die von ihr entwickelte Therapieform der Intensiven Therapie im Werk Principles of Intensive Psychotherapy. Sie war der Ansicht, dass eine Therapie nur gelingen kann, wenn der Therapeut an die Möglichkeit psychischer Veränderung bei sich selbst und bei anderen glaubt. Die Psychotherapie muss – gemäß Fromm-Reichmann – dem Menschen, um ihn zur Selbstverwirklichung zu befähigen, allgemeine Werte wie Wachstum, Liebes- und Arbeitsfähigkeit usw. vermitteln. Ziel der Therapie mit Schizophrenen war für Fromm-Reichmann die Erforschung der Dynamik der Angst, die bei der Schizophrenie eine zentrale Rolle spielt.

„Der Therapeut sollte wissen, dass seine Rolle zu Ende ist, wenn diese Menschen imstande sind, selbst – ohne Verletzung ihrer Mitmenschen – ihre eigenen Quellen der Befriedigung und Sicherheit zu finden, unabhängig von der Zustimmung ihrer Nachbarn, ihrer Familie und der öffentlichen Meinung. Solch eine Haltung ist erforderlich, weil in der Regel die Heilung eines Schizophrenen nicht in der Umwandlung der schon vor der Krankheit bestehenden Persönlichkeit in eine andere Art von Persönlichkeit besteht. In diesem Sinne ist Schizophrenie keine Krankheit, sondern ein spezifischer Persönlichkeitsstatus mit eigenen Lebensformen. Ich bin davon überzeugt, dass viele Schizophrene gesund werden könnten, wenn das Ziel der Behandlung im Sinne der Bedürfnisse der schizoiden Persönlichkeit [...] verstanden würde, und [...] nicht im Sinne des nicht schizophrenen, konformistischen „guten Staatsbürgers“, des Psychiaters.“

So war es ihr Anliegen, den Patienten zu befähigen, die Psychose in sein Leben zu integrieren, wie es Joanne Greenberg in ihrem Rosengarten-Buch eindrücklich beschrieben hat. Dies wird insbesondere in den Dialogen zwischen Patientin und Therapeutin deutlich, auch wenn diese in einer romanhaften Umsetzung vorliegen.
Besondere Merkmale der Therapiemethode sind:
- Die Analysanden saßen ihr gegenüber (und lagen nicht etwa abgewandt auf der Couch)
- die Sitzungen erfolgten nicht zu häufig, sondern etwa einmal pro Woche
- der Therapeut ist als Person sehr präsent, d. h. kein „Spiegel“ wie in der klassischen Analyse.
- Emotionen und Ängste werden möglichst authentisch und offen angesprochen
- auch die nonverbalen Äußerungen und z. B. scheinbares „Kauderwelsch“ des Patienten können möglicherweise Bedeutung haben
- Psychotherapie im Sinne der Intensiven Psychotherapie ist grundsätzlich von einer Existenzvermittlung und menschlicher Begegnung geprägt.
- ein extremes Maß an Geduld und hohe Authentizität des Therapeuten. Psychotische Patienten benötigen äußerst viel Zeit, um Vertrauen zu ihrem Therapeuten aufbauen zu können.
- die Qualitäten des Analytikers fußen auf einer intensiven Kenntnis und Akzeptanz der eigenen Existenz („echtes Selbstsein“). Hierzu seien folgende Beispiele genannt:
  - eigene Wertmaßstäbe und kulturelle Prägungen, aber auch
  - eigene Schwächen und Ängste

## Schriften (Auswahl)
- Principles of Intensive Psychotherapy. University of Chicago Press, Chicago 1950. ISBN 0-226-26599-4
  - Intensive Psychotherapie. Grundzüge und Technik. Hippokrates, Stuttgart 1959.
- Psychoanalysis and Psychotherapy. Selected Papers. Edited by Dexter M. Bullard. University of Chicago Press, Chicago 1959.
  - Psychoanalyse und Psychotherapie. Eine Auswahl aus den Schriften. Klett-Cotta, Stuttgart 1978.